# Центральный банк Индии
Центральный банк Индии (хинди सेन्ट्रल बैंक ऑफ़ इंडिया) — индийский коммерческий банк, находится в собственности государства. Один из старейших и крупнейших банков Индии. Располагается в Мумбаи. Банк имеет 4 600 отделений, 5 000 банкоматов и 4 дополнительных офиса в 27 штатах и 3 союзных территориях Индии. Центральный банк Индии имеет иностранные офисы в Найроби, Гонконге и совместное предприятие с Банком Индии, Банком Барода и правительством Замбии. Правительство Замбии владеет 40 % процентами акций, а каждый из банков 20 %.
Центральный банк Индии обратился к Резервному банку Индии за разрешением открыть дополнительные офисы ещё в 5 местах: Сингапуре, Дубае, Дохе, Лондоне и Гонконге.